# Isabelle Stommen
Isabelle Stommen (Verviers, 29 december 1970) is een Belgisch politica voor het cdH, sinds maart 2022 Les Engagés genaamd, en voormalig lid van het Waals Parlement.

## Levensloop
Als geaggregeerde in de Romaanse filologie werd Stommen beroepshalve leerkracht Frans. Ook was ze parlementair medewerker van verschillende PSC- en cdH-parlementsleden: René Thissen, André Smets, Melchior Wathelet en Marie-Martine Schyns.
Voor het cdH werd ze in 2006 verkozen tot gemeenteraadslid van Welkenraedt, waar ze sinds 2012 voorzitter van het OCMW is, zij het van 2016 tot 2018 titelvoerend. Tevens was ze van 2006 tot 2010 provincieraadslid van de provincie Luik.
Bij de Waalse verkiezingen van 2014 stond ze als tweede opvolger op de cdH-lijst voor het arrondissement Verviers. Nadat verkozene Marie-Martine Schyns in april 2016 minister werd en de eerste opvolger weigerde te zetelen, kwam ze in het Waals Parlement en daardoor automatisch ook in het Parlement van de Franse Gemeenschap terecht. Ze bleef in beide assemblees zetelen tot in januari 2019, toen de decumul van mandaten in werking trad. 